# 塩類平原

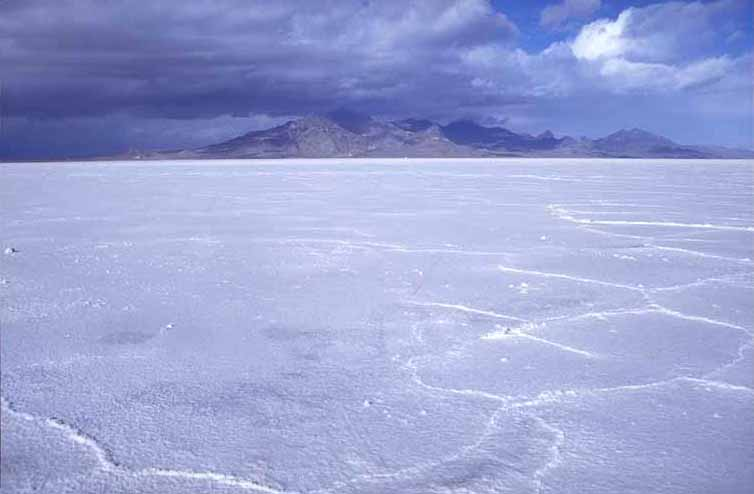
アメリカ合衆国のグレートソルト湖の西にあるボンネビル・ソルトフラッツ

塩類平原（えんるいへいげん、英語: salt pans, salt flats）とは、塩湖の水が太陽による熱などで干上がって出来た塩やミネラルが堆積した地形である。塩原（えんげん）とも呼ばれる。

## 概要

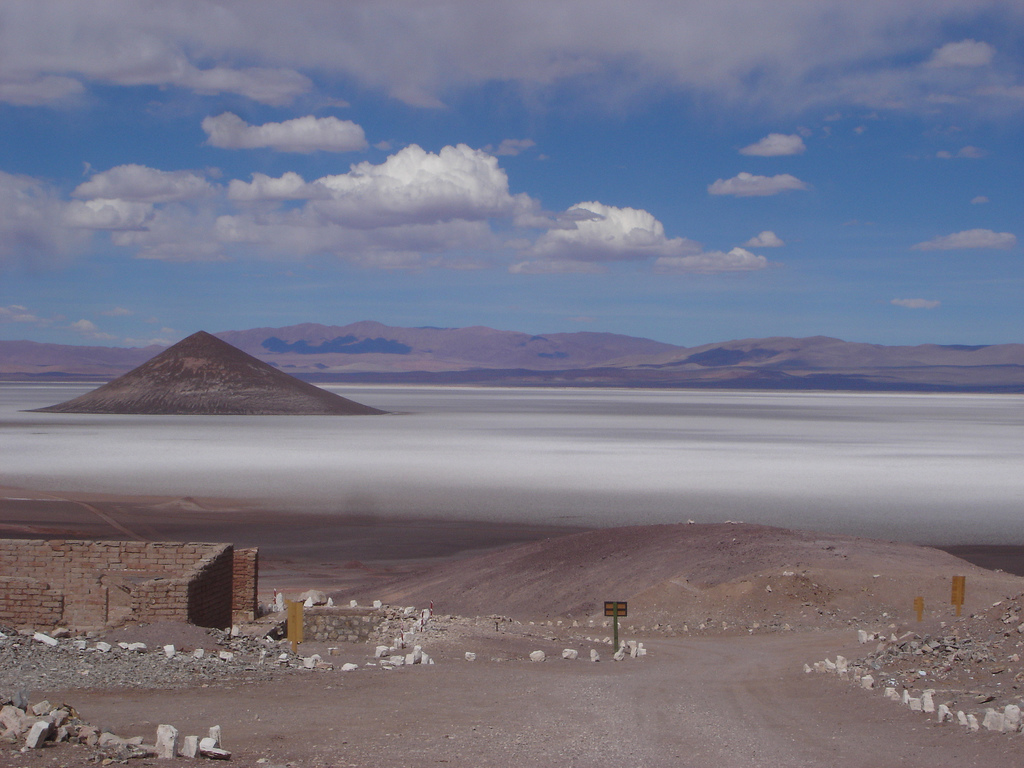
アルゼンチンのアリサロ塩原

水の蒸発速度が降水量を超える砂漠のような気候に見られる。また、アラル海のようにアムダリヤ川とシルダリヤ川で灌漑がおこなわれ、流れ込む水の量が減ることでも起きる。
表面上は塩の平原であるが、塩の下が泥沼である場合があり、走行していた車が飲み込まれることがある。これによって第二次世界大戦中、カッターラ低地で戦車の足が止まり戦局を左右した。

## 主な塩類平原
| 名称               | 所在地     | 面積 (km2) |
| ------------------ | ---------- | ---------- |
| ウユニ塩原         | ボリビア   | 10582      |
| ボンネビル塩原     | アメリカ   | 10360      |
| マカディカディ塩湖 | ボツワナ   | 8400       |
| ジェリド湖         | チュニジア | 7700       |
| エトーシャ塩湖     | ナミビア   | 4760       |

## 利用
塩や石膏などの採掘が行われる。
アメリカ合衆国ネバダ州のブラックロック砂漠では、ロケット実験や自動車の速度記録をとる場所としても利用される。また、アメリカ最大の塩類平原ボンネビル・ソルトフラッツでは、ボンネビル・スピードウェイと呼ばれる自動車のスピードを競う大会が開かれる。
ロシアにおける塩の最大産地であるバスクンチャク湖の塩類平原で、ソビエト連邦自動車最速記録をピオネール 2Mが達成した。